# Giro delle Regioni
Der Giro delle Regioni (dt.: Regionenrundfahrt) ist ein ehemaliges italienisches Straßenradrennen.
Das Etappenrennen wurde erstmals als Amateurrennen 1976 ausgetragen. Es war mehrfach in die höchste Kategorie  Fédération Internationale Amateur de Cyclisme eingereiht. Nach Einführung der Einheitslizenz zählte von 2007 bis zur letzten Austragung im Jahr 2010 zum Rad-Nationencup der Männer U23. 
Rekordsieger mit jeweils zwei Erfolgen sind Sergei Suchorutschenkow und Jiří Škoda.
Veranstalter war der Velo Club Primavera Ciclistica, der auch den Gran Premio della Liberazione ausrichtet.

## Sieger
- 1976  Carmelo Barone
- 1977  Eddy Schepers
- 1978  Aavo Pikkuus
- 1979  Sergei Suchorutschenkow
- 1980  Alberto Minetti
- 1981  Sergei Suchorutschenkow
- 1982  Iwan Mistschenko
- 1983  Helmut Wechselberger
- 1984  Jiří Škoda
- 1985  Flavio Giupponi
- 1986  Jiří Škoda
- 1987  Dimitri Konyschew
- 1988  Sergio Carcano
- 1989  Christophe Manin
- 1990  Dietmar Hauer
- 1991  Davide Rebellin
- 1992  Roberto Petito
- 1993  Pawel Tscherkassow
- 1994  Dirk Baldinger
- 1995  Tobias Steinhauser
- 1996  Giuliano Figueras
- 1997  Fabio Malberti
- 1998  Gianmario Ortenzi
- 1999  Leonardo Giordani
- 2000  Graziano Gasparre
- 2001  Jaroslaw Popowytsch
- 2002  Antonio Quadranti
- 2003  Kristjan Fajt
- 2004  Andrij Hrywko
- 2005  Luigi Sestili
- 2006  Dmytro Hrabowskyj
- 2007  Rui Costa
- 2008  Witalij Buz
- 2009 nicht ausgetragen
- 2010  Enrico Battaglin
- 2011 nicht ausgetragen